# Dai (povo)
Os dais (birmanês: ရှမ်းလူမျိုး; Tai Lü: ᨴᩱ/ᨴᩱ᩠ᨿ; lao: ໄຕ; Tailandês: ไท; xã: တႆး, [tai˥˩]; Tai Nuea: ᥖᥭᥰ, [tai˥]; chinês: 傣族; pinyin: Dǎizú) são vários grupos étnicos de língua tai que vivem na Prefeitura Autônoma Dai de Xishuangbanna e na Prefeitura Autônoma Dai e Jingpo de Dehong, na Província de Yunnan, na China. Os dais constituem um dos 56 grupos étnicos oficialmente reconhecidos pela República Popular da China. Por extensão, o termo pode se aplicar a grupos no Laos, Vietnã, Tailândia e Mianmar quando Dai é usado especificamente para se referir a Tai Yai, Lue, Shan Chinês, Tai Dam, Tai Khao ou até mesmo Tai de forma geral.